# Sujet psi
On appelle sujet psi une personne censée avoir des capacités psi (perceptions extra-sensorielles ou psychokinèse). Ces prétendues capacités relèvent de la pseudo-science, aucune n'ayant été scientifiquement démontrée. 
Susan Gerbic par ses opérations « coup de poing » a montré que plusieurs médiums utilisent des techniques de lecture à froid et de lecture chaude. Une de ces opérations a été décrite dans le New York Times.